# SYNDIG1
SYNDIG1 (англ. Synapse differentiation inducing 1) – білок, який кодується однойменним геном, розташованим у людей на короткому плечі 20-ї хромосоми. Довжина поліпептидного ланцюга білка становить 258 амінокислот, а молекулярна маса — 28 551.
| 10         |  | 20         |  | 30         |  | 40         |  | 50         |
| ---------- |  | ---------- |  | ---------- |  | ---------- |  | ---------- |
| MDGIIEQKSM |  | LVHSKISDAG |  | KRNGLINTRN |  | LMAESRDGLV |  | SVYPAPQYQS |
| HRVGASTVPA |  | SLDSSRSEPM |  | QQLLDPNTLQ |  | QSVESRYRPN |  | IILYSEGVLR |
| SWGDGVAADC |  | CETTFIEDRS |  | PTKDSLEYPD |  | GKFIDLSADD |  | IKIHTLSYDV |
| EEEEEFQELE |  | SDYSSDTESE |  | DNFLMMPPRD |  | HLGLSVFSML |  | CCFWPLGIAA |
| FYLSHETNKA |  | VAKGDLHQAS |  | TSSRRALFLA |  | VLSITIGTGV |  | YVGVAVALIA |
| YLSKNNHL   |  |            |  |            |  |            |  |            |

A: Аланін

C: Цистеїн

D: Аспарагінова кислота

E: Глутамінова кислота

F: Фенілаланін

G: Гліцин

H: Гістидин

I: Ізолейцин

K: Лізин

L: Лейцин

M: Метіонін

N: Аспарагін

P: Пролін

Q: Глутамін

R: Аргінін

S: Серин

T: Треонін

V: Валін

W: Триптофан

Кодований геном білок за функцією належить до фосфопротеїнів. 
Локалізований у клітинній мембрані, мембрані, клітинних контактах, клітинних відростках, синапсах, ендосомах.